# أبو مروة
أبو مروه قرية سعودية، ومركز يتبع محافظة الخرمة بمنطقة مكة المكرمة.تقع في شمال شرق مدينة الطائف بمسافة نحو (290) كم.